# Apocritica
Apocritica é um gênero de traça pertencente à família Agonoxenidae.